# Хауса (език)
Хауса (самоназвание: Harshen Hausa, هَرْشَن هَوْسَ‬) е чадският език с най-голям брой говорещи. Майчин език е за около 46 милиона души и е втори език за около 20 милиона.
Езикът е присъщ за народа хауса, една от най-големите етнически групи в Централна Африка. Говори се основно в южните части на Нигер и северните части на Нигерия. Развил се е в лингва франка в по-голямата част от Западна Африка за търговски цели.

## Географско разпределение
Говорещите хауса като майчин език живеят най-вече в Нигер, Нигерия и Чад. В Западна Африка е език на търговията (Бенин, Гана, Камерун, Того, Кот д'Ивоар), както и в някои части на Судан.

### Диалекти
Източните диалекти на хауса включват: дауранчи в Даура, кананчи в Кано, баусанчи в Баучи, гударанчи в Катагун и части от Борно и хадеджанчи в Хадеджия.
Западните диалекти на хауса включват: сакватанчи в Сокото, катсинанчи в Катсина, ареванчи в Гобир и части от Кебби и Замфара и курхваянчи в Курфей (Нигер).
Северните диалекти на хауса включват: арева и аревачи.
Зазаганчи в Зазау е най-големият южен диалект на хауса.
Стандартните диалекти са дауранчи и кананчи.
Западните и източните диалекти на хауса, курхваянчи, дарагарам и адерава, представляват традиционната северна граница на местните общества на хауса. Те се говоря в най-северните райони на Сахел и средносахарските райони в западните и централните части на Нигер. Докато са взаимно разбираеми с другите диалекти, най-северните диалекти имат малки граматически и лексикални разлики, поради честия им контакт с туарегите и народа джерма. Тези диалекти са атонални. Тази връзка между атоналността и географското местоположение не се ограничава само до хауса, а се наблюдава и у други северни диалекти на съседните езици.
Ганайският диалект на хауса (гаананчи), който се говори в Гана, Того и западната част на Кот д'Ивоар, е отделен западен диалект с налични адекватни лингвистични и медийни ресурси. По-малки диалекти се говорят от неизвестен брой хора още на запад в изолирани части от Буркина Фасо и Мали, но съществуват много малки лингвистични ресурси и изследвания за тях.
Гаананчи образува отделна група от останалите западни диалекти на хауса, тъй като попада извън границата на областта с хауса мнозинство, и обикновено се познава по употребата на c вместо ky и j вместо gy. Той е повлиян от езиците зарма, гур, диула и сонинке.
Хауса се говори и в различни части на Камерун и Чад, където представлява смес от северните диалекти в Нигерия и Нигер. Арабският също има голямо влияние върху разговорния хауса в тези райони.
В Западна Африка, употребата на хауса като лингва франка е породила особено произношение на езика, което се различава значително от коренното произношение. Съществуват и няколко форми на пиджин. Бариканчи се е използвал в миналото от колониалната армия на Нигерия.

## Писменост
Към 19 век хауса се изписва с модифицирана арабска азбука – аджам. След 1930-те години е въведена латиницата от британските колониални власти. В Нигерия литературния език се основава на диалекта кананчи, докато в Нигер все още няма стандартизиран писмен език.
| Латиница | Аджам | МФА       | Латиница | Аджам | МФА       | Латиница    | Аджам | МФА       |
| -------- | ----- | --------- | -------- | ----- | --------- | ----------- | ----- | --------- |
| A a      | ـَ, ـَا | /a/, /a:/ | I i      | ـِ, ـِى | /i/, /i:/ | Sh sh       | ش     | /ʃ/       |
| B b      | ب     | /b/       | J j      | ج     | /(d)ʒ/    | T t         | ت     | /t/       |
| Ɓ ɓ      | ب, ٻ  | /ɓ/       | K k      | ك     | /k/       | Ts ts       | ط ,ڟ  | /(t)sʼ/   |
| C c      | ث     | /tʃ/      | Ƙ ƙ      | ك ,ق  | /kʼ/      | U u         | ـُ, ـُو | /u/, /u:/ |
| D d      | د     | /d/       | L l      | ل     | /l/       | W w         | و     | /w/       |
| Ɗ ɗ      | د, ط  | /ɗ/       | M m      | م     | /m/       | Y y         | ی     | /j/       |
| E e      | تٜ, تٰٜ  | /e/, /e:/ | N n      | ن     | /n/       | Ƴ ƴ (ʼY ʼy) |       | /ʔʲ/      |
| F f      | ف     | /ɸ/       | O o      | ـُ, ـُو | /o/, /o:/ | Z z         | ذ ,ز  | /z/       |
| G g      | غ     | /ɡ/       | R r      | ر     | /r/, /ɽ/  | ʼ           | ع     | /ʔ/       |
| H h      | ه     | /h/       | S s      | س     | /s/       |             |       |           |

Буквата ƴ се използва само в Нигер. В Нигерия вместо нея се използва ʼy.